# تاتول مارکاریان
تاتول خیکاری مارکاریان (ارمنی: Թաթուլ Խիկարի Մարգարյան؛ زادهٔ آوریل ۱۹۶۴) یک دیپلمات اهل ارمنستان است که از سال ۲۰۱۴ تا ستا ۲۰۲۰ میلادی سفیر جمهوری ارمنستان در پادشاهی بلژیک بود. مارکاریان در بین سال‌های ۲۰۰۵ تا ۲۰۱۴ میلادی سفیر جمهوری ارمنستان در ایالات متحده آمریکا و بین سال‌های ۲۰۱۰ تا ۲۰۱۳ میلادی سفیر جمهوری ارمنستان در مکزیک بود.